# Atrichopleura livingstonei
Atrichopleura livingstonei är en tvåvingeart som beskrevs av Smith 1969. Atrichopleura livingstonei ingår i släktet Atrichopleura och familjen dansflugor. Inga underarter finns listade i Catalogue of Life.